# Aeroportul Timbedra
Aeroportul Timbedra (IATA: TMD, ICAO: GQNH) este un aeroport din Timbédra, Regiunea Hodh Ech Chargui, Mauritania.
Situat la o altitudine de 211 m, aeroportul dispune de o singură pistă.